# Marlène Harnois
Marlène Harnois (Montreal, Quebec, 22 d'octubre de 1986) és una esportista francesa que va competir en taekwondo.
Va participar en els Jocs Olímpics de Londres 2012, obtenint una medalla de bronze en la categoria de –57 kg. Va guanyar una medalla de bronze al Campionat Mundial de Taekwondo de 2011 i tres medalles al Campionat Europeu de Taekwondo entre els anys 2008 i 2012.

## Palmarès internacional
| Jocs Olímpics     | Jocs Olímpics             | Jocs Olímpics | Jocs Olímpics |
| Any               | Lloc                      | Medalla       | Categoria     |
| ----------------- | ------------------------- | ------------- | ------------- |
| 2012              | Londres ( Regne Unit)     | 3             | –57 kg        |
| Campionat Mundial |                           |               |               |
| Any               | Lloc                      | Medalla       | Categoria     |
| 2011              | Gyeongju ( Corea del Sud) | 3             | –57 kg        |
| Campionat Europeu |                           |               |               |
| Any               | Lloc                      | Medalla       | Categoria     |
| 2008              | Roma ( Itàlia)            | 1             | –63 kg        |
| 2010              | Sant Petersburg ( Rússia) | 3             | –67 kg        |
| 2012              | Manchester ( Regne Unit)  | 1             | –62 kg        |